# Thrinaphe hargeri
Thrinaphe hargeri är en mångfotingart som beskrevs av Shelley 1993. Thrinaphe hargeri ingår i släktet Thrinaphe och familjen Xystodesmidae. Inga underarter finns listade i Catalogue of Life.